# La nana
La nana és un quadre del 1901 pintat per Pablo Picasso i dipositat al Museu Picasso de Barcelona.

## Context històric i artístic
El ressò de la frase de Goya "La lletjor és bella" arriba a aquest magnífic oli pintat a París. Una vegada més, el tema mundà i nocturn envaeix el món creatiu de l'artista, si bé ara rememora un tema clàssic de la pintura espanyola: la deformació física com a motiu de creació (abans emprat per Diego Velázquez i Goya, entre altres). A diferència dels seus mestres, però, Picasso no fa de la deformitat de la nana un espectacle. De fet, el defecte, en aquest cas, és anècdota i mostra, sota la llum de les gresoles -com les ballarines de Degas o la Jane Avril de Toulouse-Lautrec-, una dona de mirada inquisitiva, sense complaença i, sobretot, provocadora.

## Descripció
Aquest oli sobre cartró de 102 × 60 cm desprèn una gran energia i originalitat produïda, bàsicament, pel virtuosisme cromàtic. Picasso empra una pinzellada lleugera i solta, anomenada, per Lafuente Ferrari, macrodivisionisme, que en alguns indrets dona a l'obra una textura de mosaic. L'oli té poc dibuix. La policromia puixant de les obres d'aquesta època va desapareixent ben aviat en favor d'una reducció cromàtica sense precedents en l'obra de l'artista.
El 2013 va viatjar a Londres per a l'exposició "Becoming Picasso: Paris 1901" a The Courtauld Gallery.